# Die Alone
Die Alone és una pel·lícula de thriller de terror canadenca del 2024 escrita i dirigida per Lowell Dean. La pel·lícula és protagonitzada per Carrie-Anne Moss, Douglas Smith i Frank Grillo. Explica la història d'un jove amb amnèsia que uneix forces amb un supervivent endurit durant un brot semblant a un zombi, mentre es proposen trobar la seva xicota desapareguda. La pel·lícula es va estrenar als cinemes el 27 de setembre de 2024.

## Argument
En un món post-apocalíptic devastat per un virus vegetal que transforma els humans en híbrids resistents i semblants a zombis, Ethan, un jove afectat per greus mals de cap i pèrdua de memòria, s'aferra a l'esperança de retrobar-se amb la seva xicota desapareguda, l'Emma. En els primers dies de l'epidèmia, l'Emma, una metgessa d'urgències, havia fugit amb Ethan cap a una cabana remota, però aviat desapareix sense deixar rastre.
Després d'una trobada desorientadora en què uns estranys armats obren foc sobre ell, Ethan és rescatat per Mae, una supervivent endurida que el porta a la seva granja aïllada. Malgrat l'exterior sever de la Mae, ella es preocupa per l'Ethan mentre busca l'Emma desesperadament. Durant el seu viatge, Ethan s'aventura lluny de la relativa seguretat de la granja, inclòs un viatge a la cabana abandonada on només troba una dona espantada i el seu fill adolescent en comptes d'Emma.
A mesura que els fragments dels seus records perduts comencen a tornar, Ethan descobreix gradualment una veritat esgarrifosa: ja està infectat pel virus, transformant-se lentament en un dels no-morts. En un gir impactant, es revela que la dona que ha estat buscant, l'Emma, és de fet la mateixa Mae. Durant anys, Mae ha mantingut la tènue existència d'Ethan alimentant-lo amb carn humana d'un corrent constant de visitants inconscients, assegurant-se que només es manté marginalment humà malgrat el seu estat de zombi.
Davant d'aquesta trista realitat, Ethan intenta posar fi al seu patiment disparant-se al cap; tanmateix, aviat descobreix que, com tots els infectats, no pot morir. La Mae, aclaparada per la crueltat del seu destí, confessa que "ja no pot fer això" i finalment es deixa mutilar per Ethan. En els moments finals ambigus de la pel·lícula, els dos s'aixequen de les restes agafats de la mà i caminen cap a la posta de sol, deixant el seu destí final sense resoldre.

## Repartiment
- Personatges principals: (esquerra a dreta)  Carrie-Anne Moss, Douglas Smith i Frank Grillo

- Carrie-Anne Moss com a Mae[1]
- Douglas Smith com a Ethan[1]
- Frank Grillo com a Kai[1]
- Kimberly-Sue Murray com a Emma[2]
- Steven Roy com a The Wolf
- Harlan Blayne Kytwayhat com a The Fox
- Jonathan Cherry com a Tom
- Amy Matysio com a Jolene
- Sari Mercer com a Sara
- Leo Fafard com a Caçador
- Ryland Alexander com a Home monstruós
- Laura Abramsen com a Dona sense mandíbula
- Jason Truong com a Conductor del Caçador
- Palmer Tastad com a Caroline
- George Grassick com a Home de cendra
- Greyson Dubois com a Sam

## Producció
Lowell Dean va escriure el guió de Die Alone abans del llançament de WolfCop el 2014,, però la producció de la pel·lícula no va tenir lloc durant gairebé una dècada.
El maig de 2023, es va anunciar que Moss, Smith i Grillo foren seleccionats per a la pel·lícula..
La fotografia principal per a Die Alone va començar el juny de 2023, el rodatge principal va tenir lloc a Regina, Saskatchewan.  El setembre d'aquell mateix any, es va anunciar que el nom de producció havia conclòs.

## Estrena
La pel·lícula es va estrenar al 2024 Cinéfest Sudbury International Film Festival, i als cinemes el 27 de setembre de 2024.

## Recepció
Al lloc web de l'agregador de ressenyes Rotten Tomatoes, el 75% de les 12 ressenyes dels crítics són positives, amb una valoració mitjana de 6,5/10.
Shawn Van Horn de Collider va atorgar a la pel·lícula set estrelles, afirmant: "Si bé Die Alone està ambientada després d'un món devastat per l'ascens dels no-morts, desafia les convencions del gènere típic. El disseny zombi és especialment impactant, amb criatures tan retorçades i deformades que podrien rivalitzar amb les de Resident Evil o The Last of Us. Impressionant, la pel·lícula ho aconsegueix mitjançant efectes pràctics d'alta qualitat, sense rastre de CGI".
El crític de cinema Mel Valentin de Screen Anarchy va comentar: "Si bé Die Alone experimenta una secció mitjana lenta, recupera embranzida amb l'arribada d'invasors domèstics i una família religiosa liderada per Kai (Frank Grillo). La pel·lícula explora el misteri de la lluita d'Ethan entre l'autodestrucció i la supervivència, oferint respostes emocionalment satisfactòries. Tot i això, Valentin també va assenyalar les limitacions pressupostàries de la pel·lícula, que limiten la representació del món postapocalíptic i dels no-morts híbrids entre plantes i humans a només unes poques escenes breus".